# Bubenbader Stein

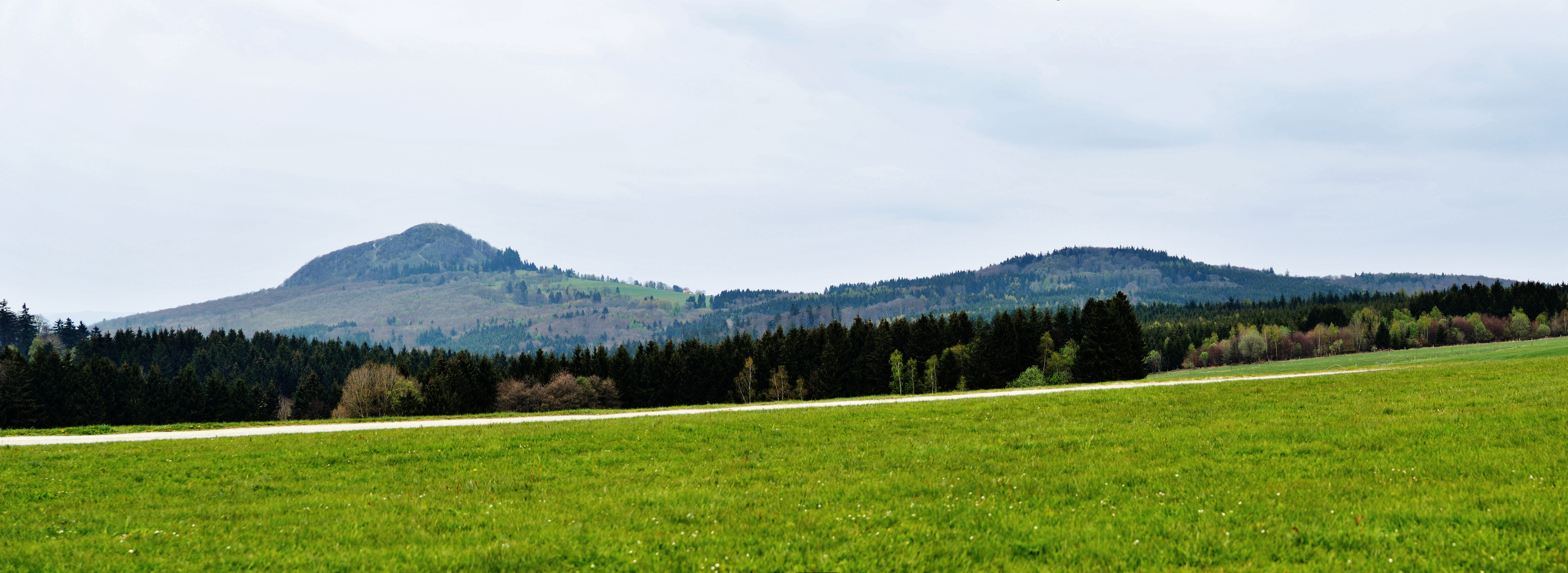
Blick von der Kunstmeile auf Milseburg (links) und Bubenbader Stein (rechts)

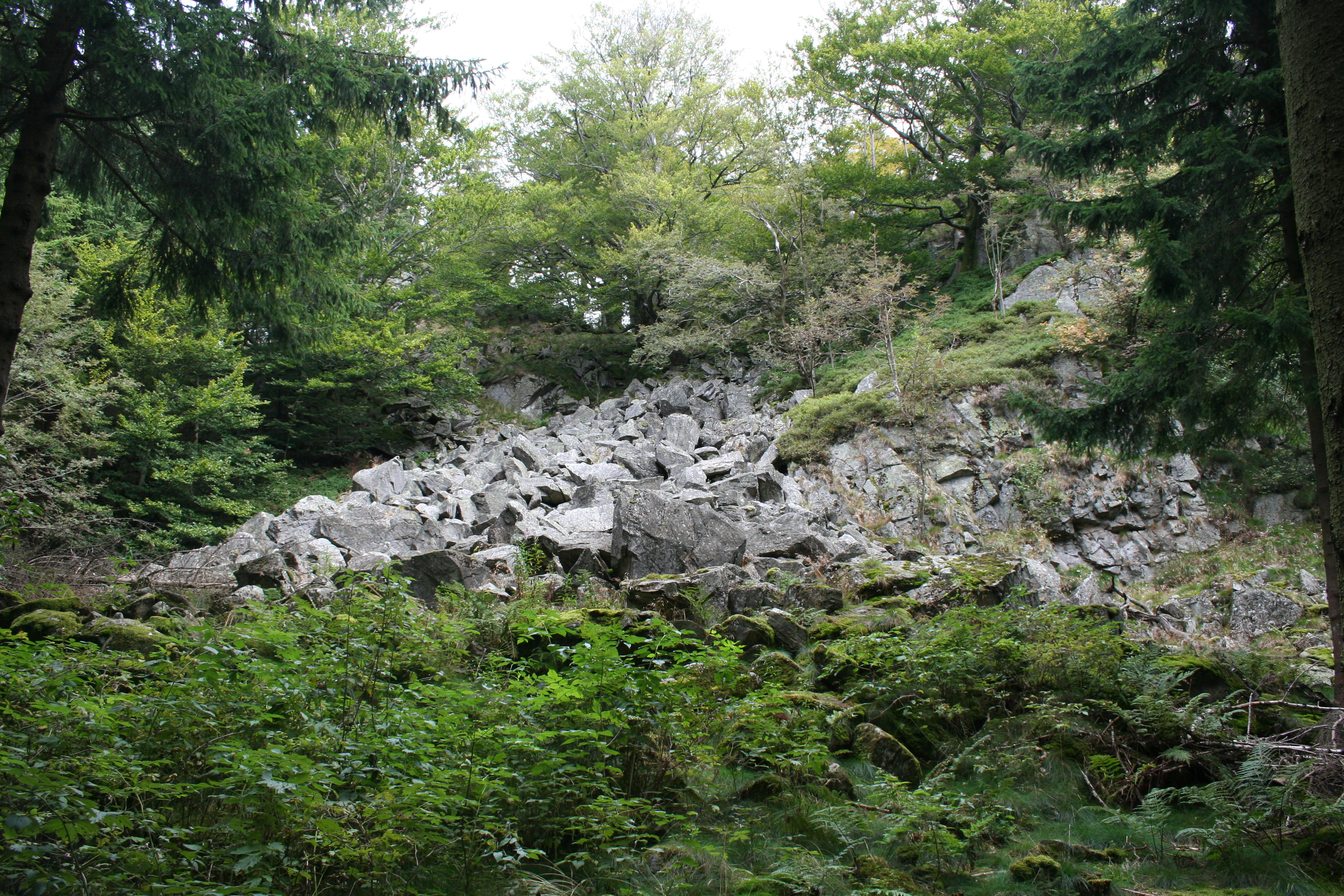
Blocksteine auf der gipfelnahen Westflanke des Bubenbader Steins

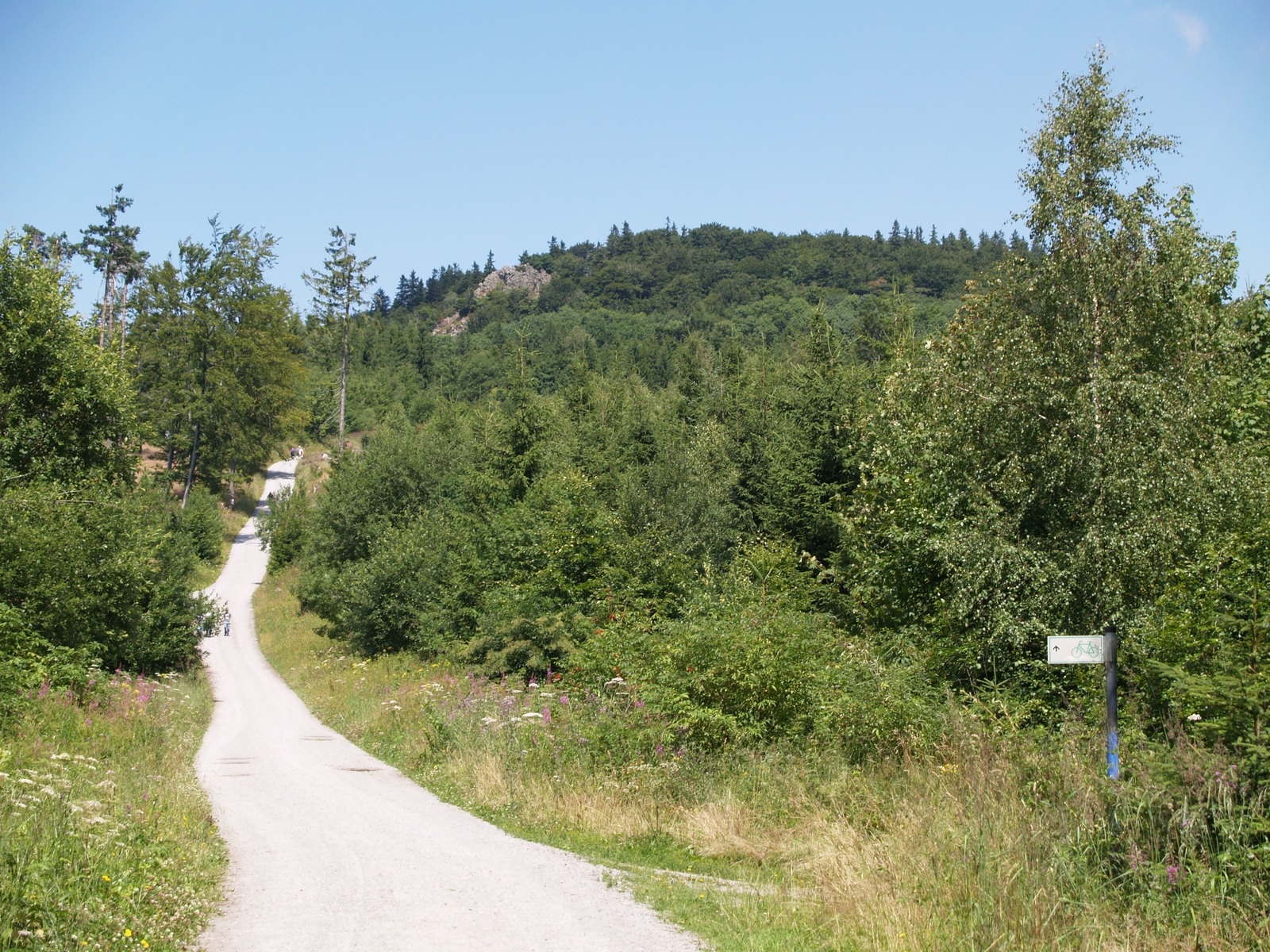
Bubenbader Stein von Süden

Der Bubenbader Stein ist ein 758,8 m ü. NHN hoher Berg in der Rhön. Er liegt bei Danzwiesen in der Gemarkung von Kleinsassen, die im hessischen Landkreis Fulda (Deutschland) beide zur Gemeinde Hofbieber gehören.

## Geographie

### Lage
Der Bubenbader Stein erhebt sich im Naturpark Hessische Rhön und im Biosphärenreservat Rhön. Sein Gipfel liegt 1,1 km südöstlich des Milseburggipfels (835,2 m). Der Berg befindet sich in der Gemarkung des jenseits der Milseburg liegenden Kleinsassen, eines Ortsteils von Hofbieber. Nordnordwestlich liegt der Hofbieberer Ortsteil Danzwiesen; nordnordöstlich befindet sich Steinbach (Ortsteil von Liebhards), nordöstlich Rupsroth und südöstlich Dietges, die alle zu Hilders gehören. Der Südwestsporn des Berges ist der Sternsküppel (624,2 m; ⊙).

### Naturräumliche Zuordnung
Der Bubenbader Stein gehört in der naturräumlichen Haupteinheitengruppe Osthessisches Bergland (Nr. 35), in der Haupteinheit Vorder- und Kuppenrhön (mit Landrücken) (353) und in der Untereinheit Kuppenrhön (353.2) zum Naturraum Milseburger Kuppenrhön (353.21). Nach Südosten leitet die Landschaft in den Naturraum Wasserkuppenrhön (354.10) über, der in der Haupteinheit Hohe Rhön (354) zur Untereinheit Hochrhön (354.1) zählt.

### Fulda-Werra-Wasserscheide und Fließgewässer
Über den Bubenbader Stein verläuft die Wasserscheide zwischen Fulda und Werra. Südöstlich vorbei am Berg fließt ein quellnaher Oberlaufabschnitt des Scheppenbachs, dessen Wasser durch die Ulster und Werra in die Weser mündet; nach Norden fällt seine Landschaft zum Dörmbach ab, einem Kleinzufluss des Scheppenbachs. Südwestlich vorbei verläuft ein solcher Abschnitt der Bieber, dessen Wasser durch die Haune und Fulda die Weser erreicht. An einem östlichen Kleinzufluss der Bieber, der auf manchen Karten auch Bieber heißt, liegt am Berghang und nahe dem Sternsküppel der Bieberweiher.

## Schutzgebiete
Auf der Südostflanke des waldbedeckten Bubenbader Steins liegt das Naturschutzgebiet Brückenhut bei Dietges (CDDA-Nr. 162591; 2000 ausgewiesen; 19,14 ha groß) mit dortigen Teilen des Fauna-Flora-Habitat-Gebiets Vorderrhön (FFH-Nr. 5325-305; 36,904 km²). Auf dem Berg befinden sich Teile des Landschaftsschutzgebiets Hessische Rhön (CDDA-Nr. 378477; 1967; 410,1096 km²) und des Vogelschutzgebiets Hessische Rhön (VSG-Nr. 5425-401; 360,8013 km²).

## Geologie
Der Bubenbader Stein ist als Teil der Milseburger Kuppenrhön vulkanischen Ursprungs und aus Basalt aufgebaut. Seine gipfelnahen Basaltfelsen, die Bubenbader Steine, sind als Naturdenkmal (ND) ausgewiesen.

## Sage vom Bubenbad

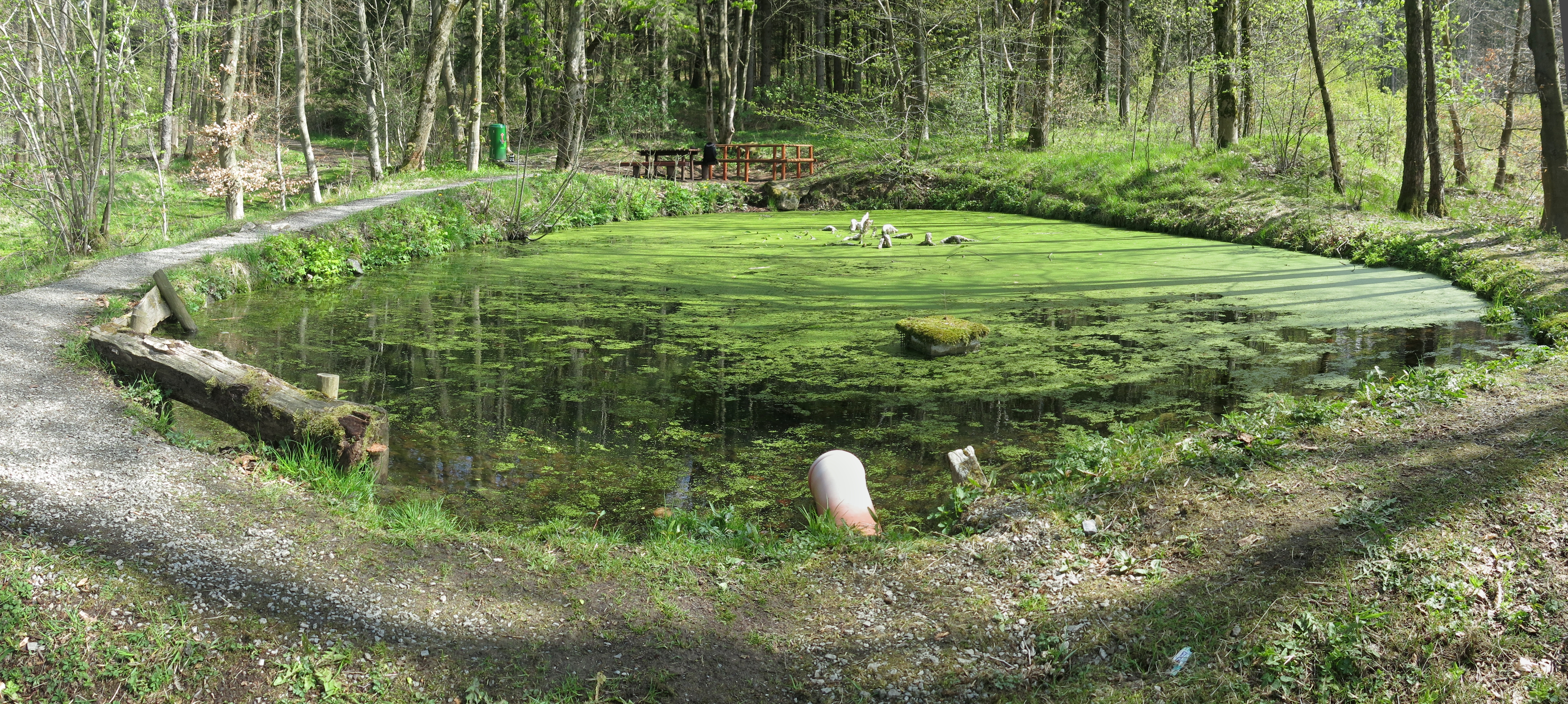
Bubenbad

Der heutige Name wird mit folgender Sage erklärt: Vor langer Zeit lag nördlich der Milseburg ein kleines Dorf, dessen Chef bereits sieben Kinder hatte, darunter aber keinen Sohn. Bei der achten Schwangerschaft drohte er seiner Frau an, wenn es wieder ein Mädchen würde, werde er es töten. Tatsächlich brachte die Frau wieder ein Mädchen zur Welt, verheimlichte dies jedoch ihrem Mann und schickte eine Magd mit dem Neugeborenen zu einem Teich im Wald, um es dort statt am Dorfbrunnen zu waschen, während sie Gott und alle Heiligen um Hilfe anflehte. Der Mann schöpfte Verdacht und ritt den beiden nach, doch als er am Teich der Magd das Kind aus den Händen riss, stellte sich heraus, dass es auf wundersame Weise ein Junge war. Seitdem heißt der Teich Bubenbad und der Felsen daneben Bubenbader Stein.

## Verkehrsanbindung und Wandern
Südlich vorbei am Bubenbader Stein führt zwischen Friesenhausen im Westen durch Mittelberg und Dietges im Osten die Bundesstraße 458. Diese wird direkt nördlich von Dietges von der Landesstraße 3038 unterquert, die östlich des Berges in Richtung Norden nach Rupsroth und dann weiter zur L 3379 führt. Diese Straße verläuft ostwärts durch Dörmbach nach Oberbernhards. Südwestlich davon zweigt als Stichstraße die Kreisstraße 20 ab, die nach Danzwiesen führt und dort in einen Feldweg übergeht; dieser Weg geht in einen Waldweg über, der über die Westflanke des Berges führt und dort den nördlich vorbei an der Gipfelregion verlaufenden Milseburgweg kreuzt. Zum Beispiel in Danzwiesen beginnend kann der Berg erwandert werden. Zudem führt ein Rundweg vom Wandererparkplatz Mittelrupsroth über den Bubenbader Stein und einen prähistorischen Wanderpfad in die Nähe der Danzwiesen und über Rupsroth zurück.